# Златорог
„Златорог“ е месечно литературно-художествено списание, което излиза в София в периода януари 1920 – декември 1943 г.
Негов основател и редактор е критикът Владимир Василев. Съредактори са Николай Лилиев, Спиридон Казанджиев и Сирак Скитник. Сътрудници на списанието са Ангел Каралийчев, Асен Разцветников, Богомил Райнов, Георги Райчев, Георги Стаматов, Елисавета Багряна, Емилиян Станев, Йордан Йовков, Цвета Ленкова-Василева, Никола Фурнаджиев, Симеон Андреев, Петър Увалиев, Светослав Минков, Тодор Влайков.
В списанието са помествани литературнокритични статии на Боян Пенев, Георги Константинов, Георги Цанев, също така и статии, свързани с изобразителното изкуство на Иван Лазаров, Сирак Скитник, Андрей Протич.
Отпечатват се по 10 книжки годишно. Поради бомбардировките на София, последният брой от декември 1943 г. излиза през юли 1944 г.
Списание „Златорог“ допринася за издигане и развитие на българската литература и изкуство през втората четвърт на XX век.